# Eduard Müller (Bildhauer)

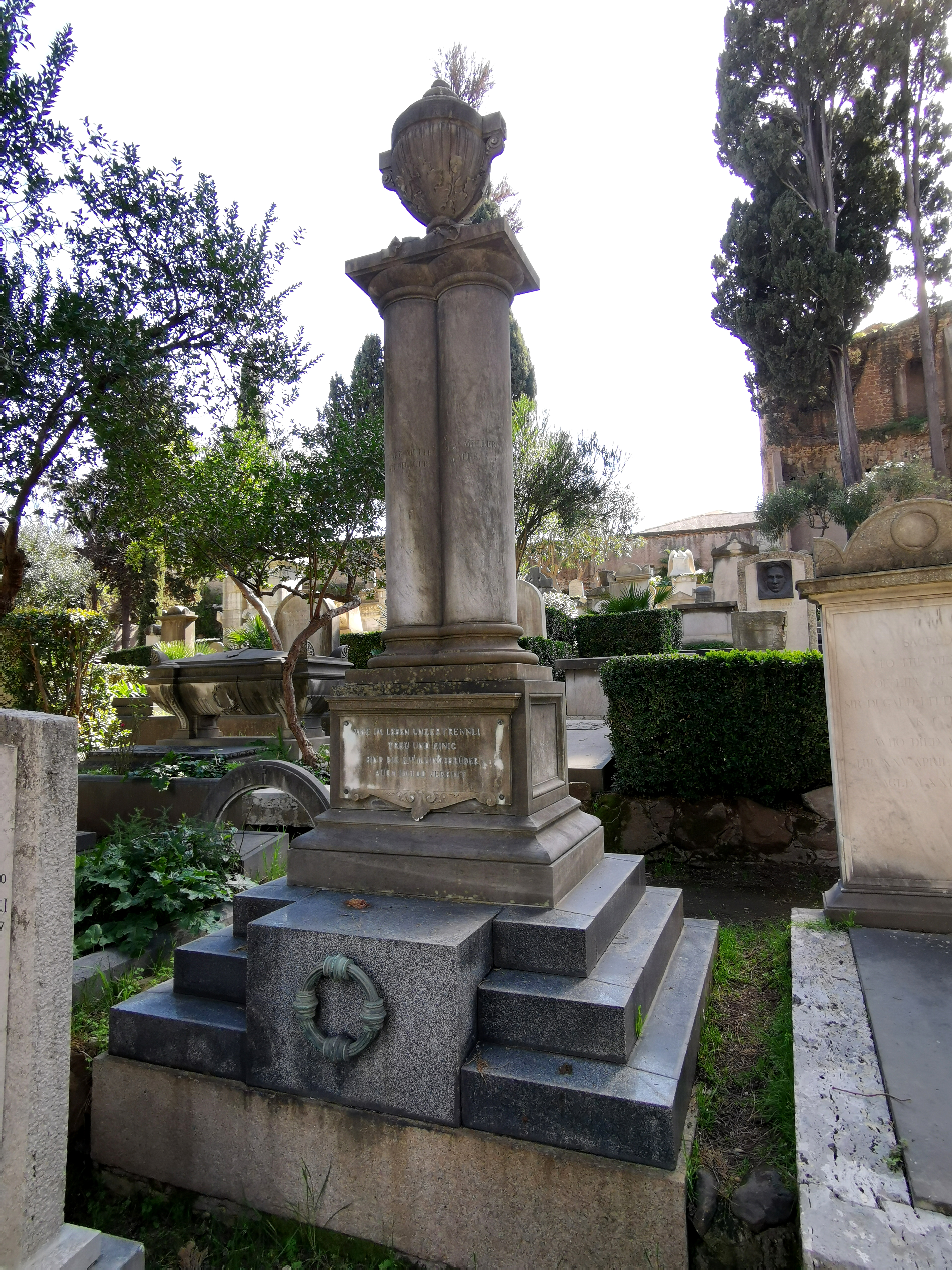
Grab auf dem Nichtkatholischen (Protestantischen) Friedhof Rom

Eduard Müller (* 9. August 1828 in Hildburghausen; † 29. Dezember 1895 in Rom) war ein gelernter Koch, der sich autodidaktisch zum Bildhauer weiterbildete.

## Leben
Eduard Müller begann 1842 eine Lehre in der herzoglichen Hofküche, ging vier Jahre später als Koch nach München und Paris, hielt sich zwei Jahre in Antwerpen auf und folgte, nachdem er bisher in seinen Mußestunden schon viel modelliert hatte, 1850 auf den Rat des Bildhauers Joseph Geefs seinem Drang zur Bildhauerkunst. Er besuchte die dortige Akademie und erwarb sich daneben durch Porträts seinen Unterhalt. 1852 ging er nach Brüssel, schuf dort 1854 die Marmorstatue eines erwachenden Knaben und 1856 eine Psyche, die er, nachdem er sich ab 1857 in Rom niedergelassen hatte, für den Prinzen von England in Marmor ausführte.

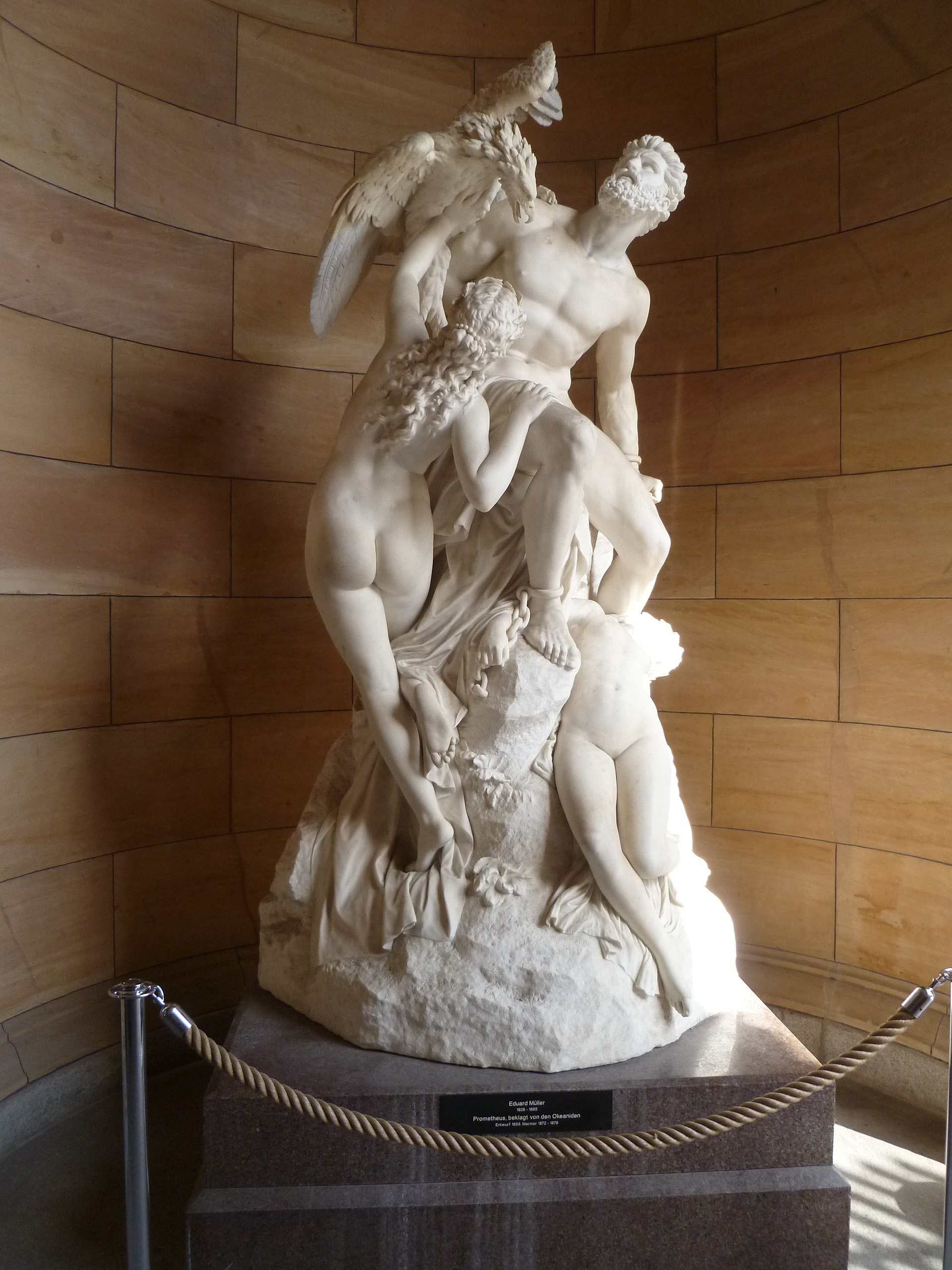
Prometheus, beklagt von den Okeaniden (1872–1879)

In Rom entstand seit 1868 sein Hauptwerk, die Gruppe Prometheus und die Okeaniden. Die Nationalgalerie Berlin gab eine monumentale Marmorfassung in Auftrag und stellte sie 1879 auf. Seiner Heimatstadt Coburg stets verbunden, überließ ihr Eduard Müller einen originalgetreuen Gipsabguss, zu dessen öffentlicher Präsentation 1880 eigens ein bestehender Pavillon umgebaut wurde. Obwohl skeptisch gegenüber Reduktionen seines Bildwerks, erlaubte der Bildhauer um 1885 bis 1888 der Berliner Gießerei Hermann Gladenbeck die Anfertigung und den Vertrieb einer solchen. Speziell hierzu schuf der Bildhauer Otto Gradler (* 1836, † wohl nach 1921) ein Modell nach Müllers Original. Im Germanischen Nationalmuseum befindet sich seit 2004 ein Exemplar dieser Plastik, ebenso in der Berliner Alten Nationalgalerie.
Nachdem er noch eine Skizze zu einem Pendant der Prometheusgruppe (die Befreiung des Prometheus durch Herkules) vollendet hatte, schloss er seine künstlerische Tätigkeit ab.
Eduard Müller war Professor und Mitglied der Akademie San Luca in Rom, der Berliner Akademie und der Real Academia de Bellas Artes de San Fernando in Madrid. Er wurde Ehrenmitglied der Akademie von Carrara und wie sein Zwillingsbruder Gustav im Jahr 1880 Ehrenbürger der Stadt Coburg.
Beide Brüder wurden in Rom auf dem Protestantischen Friedhof beigesetzt.

## Werke
- Nymphe, den Amor küssend (1862, im Besitz der Königin von England)
- Glaube, Liebe, Hoffnung, für ein Mausoleum in Hamburg (1869)
- Satyr mit der Maske (1870)
- Erwachendes Mädchen (1872)
- Das Geheimnis des Fauns (1874)
- Bacchantin, die Amor die Flügel zu beschneiden droht (1874)
- Der neapolitanische Fischer und sein Knabe (1875)
- Römerin mit dem Moccolilicht
- Eva mit ihren Kindern
- Die erschreckte Nymphe (Pendant zum Satyr mit der Maske)